# Variabele (onderzoek)
Een afhankelijke variabele in statistisch en wetenschappelijk onderzoek is een variabele waarover een voorspelling wordt gedaan om hypotheses te toetsen. Een onafhankelijke variabele, experimentele variabele, factor of predictor is een variabele die gebruikt wordt om voorspellingen op te baseren. Een covariabele is een variabele waarvan bij het onderzoek de effecten worden uitgesloten.

## Onderzoeksvariabelen
Veel wetenschappelijk onderzoek vereist meetbare aspecten of variabelen. Een variabele is een meetbaar kenmerk van een persoon, situatie, object of wat dan ook (operationele eenheid). 

### Rol van de variabelen
In experimenteel onderzoek worden verschillende typen variabelen onderscheiden: onafhankelijke variabelen, afhankelijke variabelen en covariabelen.

#### Onafhankelijke variabelen
Een onafhankelijke variabele, experimentele variabele, factor of predictor is een variabele waarvan wordt aangenomen dat deze invloed heeft op het onderzoeksobject en die door de onderzoeker wordt gemanipuleerd (gecontroleerd) en niet door het onderzoeksobject (onderzoeksobject, proefpersoon, proefdier). Een onafhankelijke variabele is dus onafhankelijk van het onderzoeksobject. Deze variabele wordt ook instelvariabele genoemd, omdat de waarde van de variabele wordt bepaald door de keuzes die door degene die het experiment uitvoert gemaakt worden.

#### Afhankelijke variabelen
Een afhankelijke variabele is een variabele waarvan het aannemelijk is dat de waarden afhangen van die van de onafhankelijke variabele en het onderzoeksobject, en niet van de onderzoeker. De waarde van de afhankelijke variabele is het gevolg van de keuzes die gemaakt zijn bij de instelvariabele(n). De afhankelijke variabele is een stochastische variabele.

#### Covariabelen
Covariabelen of intermitterende variabelen zijn de vaak ook aanwezige in te stellen variabelen die naast de afhankelijke en onafhankelijke variabelen eveneens van invloed (kunnen) hebben op het gemeten effect. Het gaat daarbij om variabelen waarvan men de effecten op de resultaten van het onderzoek wil elimineren, omdat men daarin niet geïnteresseerd is en die dus het inzicht kunnen verstoren.

### Meetschaal
De onderzoeksvariabelen kunnen verschillen in meetschaal. Naast kwalitatieve variabelen (ordinale en nominale variabelen) zijn er kwantatieve variabelen. Deze kunnen weer worden onderverdeeld. De aard van de variabelen is van belang bij de numerieke verwerking van de onderzoeksresultaten.
| Onderzoeksvariabelen en gegevens | Onderzoeksvariabelen en gegevens | Onderzoeksvariabelen en gegevens  | Onderzoeksvariabelen en gegevens    | Onderzoeksvariabelen en gegevens  | Onderzoeksvariabelen en gegevens  | Onderzoeksvariabelen en gegevens | Onderzoeksvariabelen en gegevens | Onderzoeksvariabelen en gegevens |
| -------------------------------- | -------------------------------- | --------------------------------- | ----------------------------------- | --------------------------------- | --------------------------------- | -------------------------------- | -------------------------------- | -------------------------------- |
| Variabelen                       | Categorie                        | kwalitatief = categorisch         | kwalitatief = categorisch           | kwalitatief = categorisch         | kwantitatief = numeriek           | kwantitatief = numeriek          | kwantitatief = numeriek          | kwantitatief = numeriek          |
| Variabelen                       | Type                             | discreet en niet-negatief         | discreet en niet-negatief           | discreet en niet-negatief         | discreet en niet-negatief         | discreet en niet-negatief        | continu                          | continu                          |
| Variabelen                       | Meetschaal                       | nominaal (polytoom)               | ordinaal                            | binair (dichotoom)                | binair (dichotoom)                | telling                          | interval                         | ratio                            |
| Bewerkingen                      | Bewerkingen                      | ≠, =                              | ≠, =, >, <                          | ≠, =                              | ≠, =                              | +, -                             | +, -                             | +, -, *, ÷                       |
| Eigen- schappen                  | Volgorde                         |                                   | x                                   |                                   | x                                 | x                                | x                                | x                                |
| Eigen- schappen                  | Verschillen                      |                                   |                                     |                                   | x                                 | x                                | x                                | x                                |
| Eigen- schappen                  | Echt nulpunt                     |                                   |                                     |                                   | x                                 |                                  |                                  | x                                |
| Eigen- schappen                  | Modus                            | x                                 | x                                   | x                                 | x                                 | x                                | x                                | x                                |
| Eigen- schappen                  | Mediaan                          |                                   | x                                   |                                   | x                                 | x                                | x                                | x                                |
| Eigen- schappen                  | Gemiddelde                       |                                   |                                     |                                   | x                                 | x                                | x                                | x                                |
| Eigen- schappen                  | Spreiding                        |                                   | interkwartiel- afstand              |                                   |                                   | variantie                        | variantie                        | variantie                        |
| Mogelijke waarden                | Mogelijke waarden                | categorieën, rubrieken            | met rangordes                       | true/false (Ja/Nee)               | 0, 1                              | 0, 1, …                          | 0-waarde "willekeurig"           | 0-waarde "echt"                  |
| Voorbeelden                      | Voorbeelden                      | bloedgroep, geloof, nationaliteit | medaille, kledingmaat, tevredenheid | gehuwd?, geslaagd?, rechtshandig? | gehuwd?, geslaagd?, rechtshandig? | #fouten, #inwoners, #kinderen    | geboren op, temp. ℃/℉, IQ        | gewicht, temp. °K, voltage       |

### Grafieken
Als de onderzoeksresultaten in grafieken worden weergegeven, wordt de onafhankelijke variabele meestal op de horizontale as (x-as) weergegeven en de afhankelijke variabele op de verticale as (y-as).

## Voorbeelden
In strikt experimenteel onderzoek manipuleert de onderzoeker bepaalde aspecten (experimentele variabelen) om de invloed van de verschillen op andere aspecten na te gaan.

### Invloed van alcohol op lerende muizen
Om de invloed van alcohol op het leervermogen bij muizen te onderzoeken, kan men de muizen een bepaalde hoeveelheid alcohol toedienen en na een bepaalde tijd meten hoe snel de muizen nieuwe zaken leren. De hoeveelheid alcohol die men in dit geval toedient, is de onafhankelijke variabele. De snelheid van het leren is dan de afhankelijke variabele. De toegediende hoeveelheid alcohol hangt niet af van de muis, en is dus onafhankelijke variabele. De snelheid van leren hangt van de muis af, en is dus de afhankelijke variabele. Bij hoge alcoholdosering kan alcoholvergiftiging optreden, en zullen de muizen er aan kunnen overlijden.
Als de verschillen tussen de leeftijden niet van belang zijn, maar wel een verwacht effect hebben (jonge muizen leren sneller dan oude muizen), dan wordt leeftijd behandeld als een covariabele.

### Spectroscopie
In de kalibratielijn zoals gebruikt wordt bij spectrometrie, worden de concentraties van de te bepalen component tevoren ingesteld en vormen dus de onafhankelijke variabele. De gemeten extinctie is de afhankelijke variabele.

### Bemestingproef bij groeiende planten
De invloed van kunstmest op de groei van planten kan onderzocht worden door een aantal zaailingen met verschillende hoeveelheden kunstmest op te kweken. De hoeveelheid mest is de onafhankelijke variabele, de afhankelijke variabele kan zijn de lengte, de biomassa, de spruit-wortelverhouding, de vorming van bloemen, de zaadproductie (aantal, gewicht, houdbaarheid etc.) of het eiwitgehalte van de proefplanten na een bepaalde tijd.
Hier wordt een niet-rechtlijnig verband verwacht: bij kunstmest in lage doseringen geeft meer kunstmest een grotere groei, maar bij overdosering mag een afnemende groei of in het geheel geen groei meer worden verwacht (verbranding). Het verwachte kromlijnige verband vormt een optimum-kromme: bij de optimale waarde van de dosering van de kunstmest is de groei maximaal.